# إريك بيترز
إريك بيترز هو لاعب جمباز فني سويدي، ولد في 11 مارس 1920، وتوفي في 20 ديسمبر 2012.

## وصلات خارجية
- إريك بيترز على موقع أوليمبيديا (الإنجليزية)
- إريك بيترز على موقع اللجنة الأولمبية السويدية (السويدية)